# Pierre Poivre
Pierre Poivre (Lione, 23 agosto 1719 – 6 gennaio 1786) è stato un missionario e botanico francese.

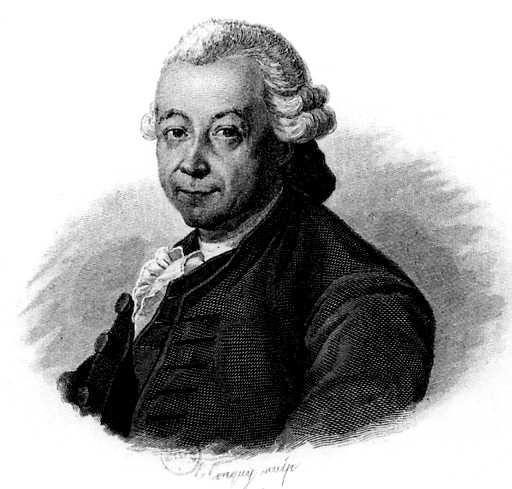
Incisione ritratto di Pierre Poivre.

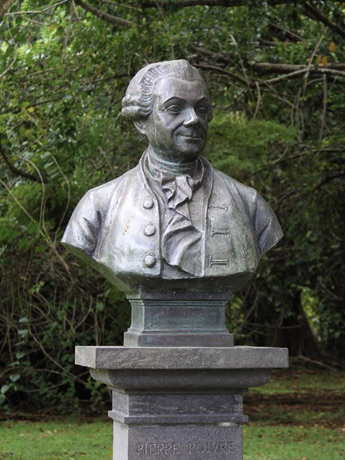
Busto nel giardino botanico Sir Seewoosagur Ramgoolam a Mauritius.

Fu missionario in Asia orientale, intendente delle isole coloniali francesi nell'Oceano Indiano e portatore del cordone di San Michele.

## Biografia
Poco più che ventenne fu missionario in alcune località dell'Estremo Oriente tra cui Cocincina, Guangzhou e Macao portoghese. Nel 1745 come membro della Compagnia francese delle Indie orientali, durante un viaggio nelle Indie orientali, fu colpito da una palla di cannone al polso mentre era impegnato in una battaglia navale con gli inglesi. L'infortunio richiese l'amputazione di una parte del braccio destro.
Nel 1760 divenne intendente amministratore dell'Isola di Francia (nelle odierne Mauritius) e dell'Ile Bourbon (nell'odierna La Riunione) nell'oceano Indiano occidentale. Nell'Isola di Francia settentrionale - Mauritius - è rinomato per l'istituzione di un nuovo giardino botanico, l'attuale Sir Seewoosagur Ramgoolam Botanical Garden (Orto botanico di Pamplemousses), con esemplari di alberi, arbusti e piante importati da habitat tropicali di tutto il mondo. Gli succedette come direttore il botanico Jean-Nicolas Céré. Oggi nel nord di Mauritius, il Giardino Botanico SSR-Orto Botanico di Pamplemousses fiorisce ancora ed è un giardino di 25 ettari contenente piante e alberi tropicali provenienti da altre isole dell'Oceano Indiano, Africa, Asia, Americhe e Oceania.
Poivre è anche ricordato per aver introdotto piante di spezie a Mauritius e s La Reunion, come chiodi di garofano e noce moscata, merci che all'epoca erano controllate dagli olandesi che ne avevano un monopolio virtuale nelle Indie orientali olandesi. Per ottenere le spezie, Poivre organizzò incursioni di contrabbando clandestine per ottenere piante e semi dalle Isole delle Spezie olandesi nel 1769–1770. Poivre introdusse anche delle piante di spezie alle isole Seychelles. Era zio del famoso naturalista francese Pierre Sonnerat (1748-1814).
Pierre Poivre sposò Françoise Robin (1749 - 1841) il 5 settembre 1766 a Pommiers, nel Rodano ed ebbero tre figli:
- Marie Poivre (1768 - 1787)
- Françoise Julienne Ile-de-France Poivre (1770 - 1845), sposò Jean-Xavier Bureau de Pusy (1750 - 1806)
- Sarah Poivre (1773 - 1814)

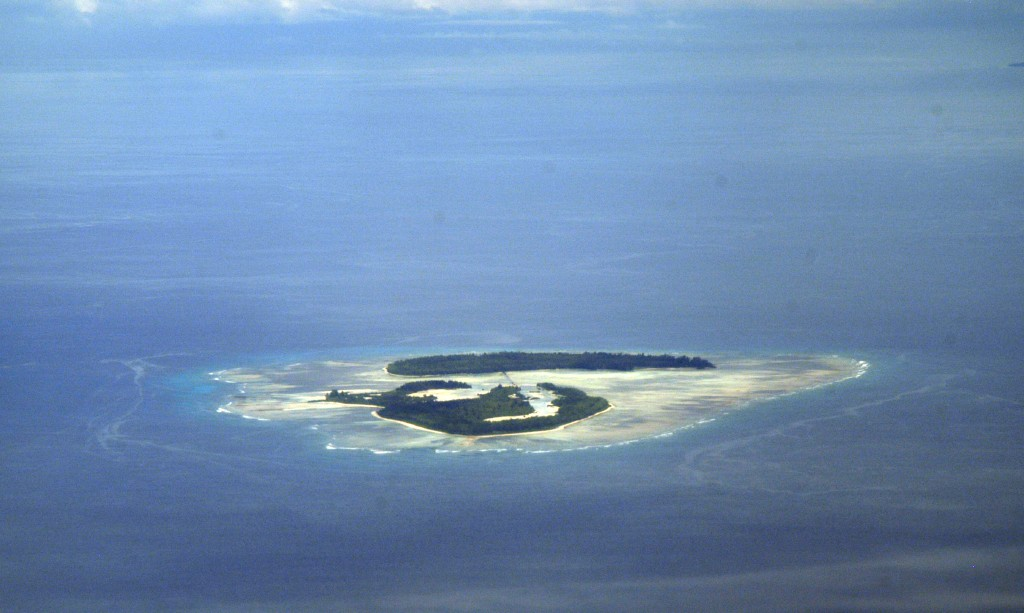
L'atollo corallino delle Isole Poivre

L'atollo corallino delle Isole Poivre prende il nome da lui. Si trova nel gruppo delle Isole Amirante, isole coralline e atolli che appartengono alle Isole Esterne delle Seychelles.
Il cognome di Pierre significa "pepe" (in lingua francese "poivre"; ciò ha portato alcuni autori a identificarlo come il soggetto della rima di Peter Piper.

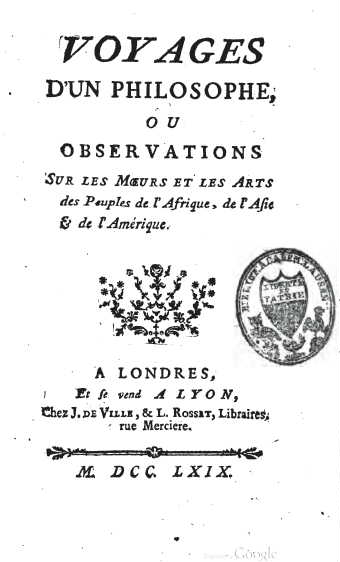
1769 frontespizio di Voyages d'un philosophe ou observations sur les moeurs et les arts des peuples de l'Afrique, de l'Asie et de l'Amérique

## Pubblicazioni
- Voyages d'un philosophe ou observations sur les moeurs et les arts des peuples de l'Afrique, de l'Asie et de l'Amérique — Fortuné-Barthélemy de Félice, 1769.[5] Il libro venne letto con interesse da Thomas Jefferson e la sua descrizione del riso di montagna coltivato in Vietnam catturò la sua attenzione.[6]
- Tableau historique de l'Inde, contenant un abrégé de la mithologie et des mœurs indiennes - Aux dépens de la Société typographique, 1771.[7]